# Erysimum callicarpum
Erysimum callicarpum är en korsblommig växtart som beskrevs av Vladimir Ippolitovich Lipsky. Erysimum callicarpum ingår i släktet kårlar, och familjen korsblommiga växter. Inga underarter finns listade i Catalogue of Life.